# Liste des maires de Brive-la-Gaillarde
Cet article dresse une liste par ordre de mandat des maires de Brive-la-Gaillarde.

## Liste des maires
| Nom           | Nom                         | Période                              | Parti                    | Notes |
| XVIIIe siècle | XVIIIe siècle               | XVIIIe siècle                        | XVIIIe siècle            | XVIIIe siècle |
| ------------- | --------------------------- | ------------------------------------ | ------------------------ | --- |
|               | Libéral-François Salviat    | 21 février 1790 - 13 novembre 1790   |                          | |
|               | Étienne Rebière des Roches  | 23 novembre 1790 - 9 décembre 1792   |                          | |
|               | Guillaume Bachelerie        | 9 décembre 1792 - 1er mars 1795      |                          | |
|               | Gabriel Males               | 1er mars 1795 - 6 novembre 1795      |                          | |
|               | Léonard-Philippe Rivet      | 6 novembre 1795 - 20 novembre 1797   |                          | Député, Préfet, Baron de l'Empire |
|               | Jérôme Malerbaud            | 5 janvier 1798 - 19 février 1798     |                          | |
|               | Pierre Cavaignac            | 19 février 1798 - 27 avril 1800      |                          | |
| XIXe siècle   |                             |                                      |                          | |
|               | Jean-Antoine Lalande aîné   | 21 août 1800 - 12 juillet 1804       |                          | |
|               | Henry Jean-Baptiste Serre   | 12 juillet 1804 - 14 janvier 1809    |                          | |
|               | Ambroise Lescure            | 8 octobre 1809 - 14 janvier 1812     |                          | |
|               | Jean-Baptiste de Verlhac    | 14 janvier 1812 - 9 janvier 1826     |                          | |
|               | Jean de Corn du Peyroux     | 9 janvier 1826 - 25 juillet 1830     |                          | |
|               | Antoine de Toulzac          | 25 juillet 1830 - 19 mars 1837       |                          | Conseiller général de Brive |

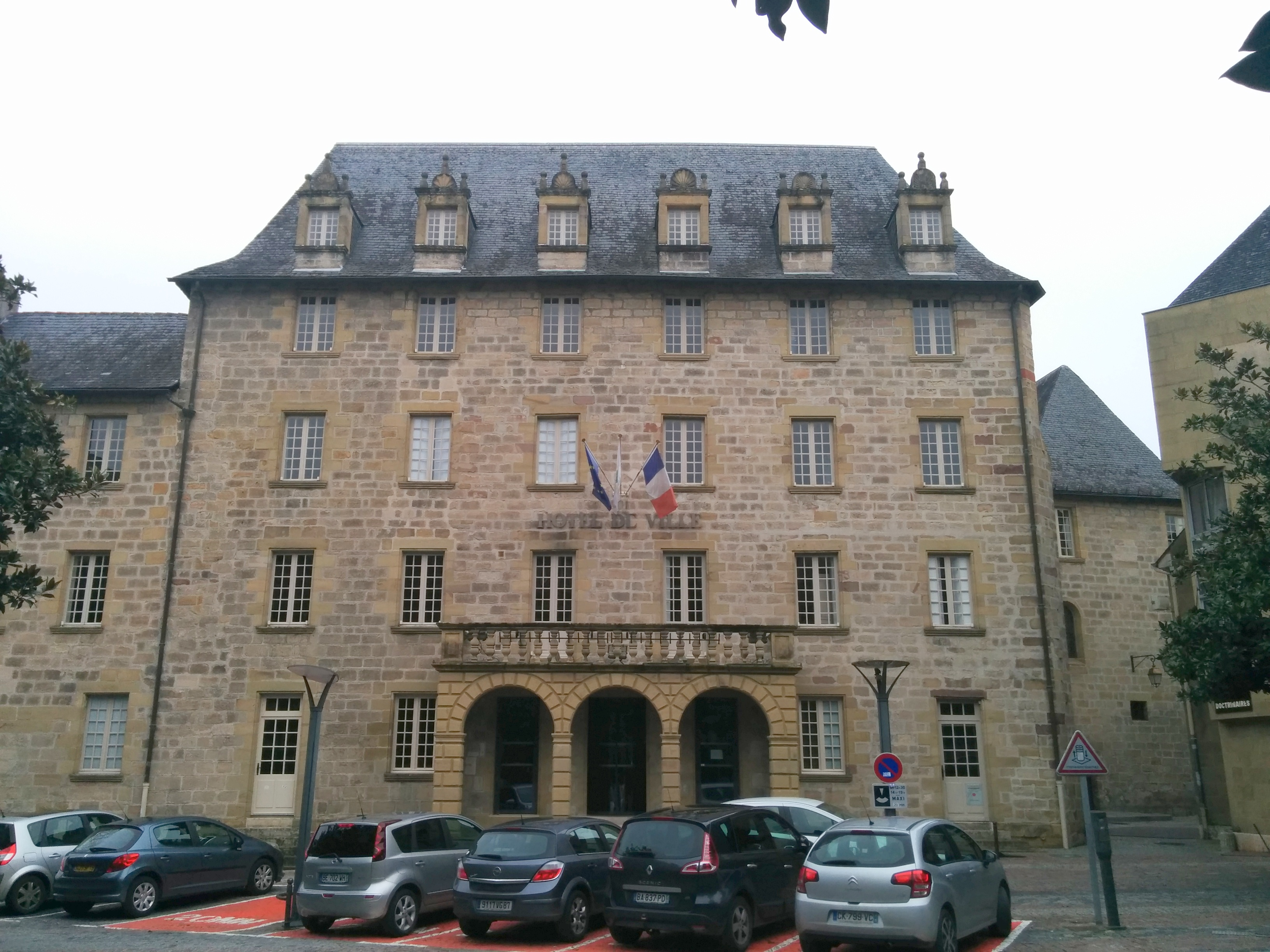
L'hôtel de ville de Brive-la-Gaillarde.

|               | François-Xavier Mialet      | 19 mars 1837 - 2 février 1840        |                          | |
|               | Jean-Baptiste Mailher       | 2 février 1840 - 12 février 1843     |                          | |
|               | Barthélemy Eyrolles         | 1er octobre 1843 - 5 septembre 1870  |                          | |
|               | Thomas Eugène Le Clere      | 5 septembre 1870 - 1er novembre 1870 |                          | |
|               | Gabriel Bonis-Bonal         | 1er novembre 1870 - 10 novembre 1870 |                          | |
|               | Victor Mettas               | 10 novembre 1870 - 9 décembre 1870   |                          | |
|               | Thomas Eugène Le Clere      | 9 décembre 1870 - 16 mai 1871        |                          | |
|               | François-Firmin Martine     | 16 mai 1871 - 11 février 1874        |                          | |
|               | Barthélemy Eyrolles         | 11 février 1874 - 30 mars 1876       |                          | |
|               | François-Firmin Martine     | 6 juin 1876 - 13 août 1877           |                          | |
|               | Jean-Baptiste Ernest Vicant | 18 août 1877 - 21 janvier 1878       |                          | |
|               | Pierre-Marcelin Roche       | 18 mai 1884 - 21 septembre 1891      |                          | |
|               | Bertrand Cyprien Chouzenoux | 3 novembre 1891 - 28 janvier 1895    |                          | |
|               | Ernest Simbille             | 26 mars 1895 - 21 octobre 1901       |                          | |
| XXe siècle    |                             |                                      |                          | |
|               | Jacques Girard              | 21 octobre 1901 - 15 mai 1904        |                          | |
|               | Louis Thomas                | 15 mai 1904 - 27 mai 1906            |                          | |
|               | Élie Breuil                 | 22 juillet 1906 - 17 mai 1908        |                          | |
|               | Jean Fieyre                 | 17 mai 1908 - 26 mai 1910            | RG                       | Conseiller général de Brive-la-Gaillarde |
|               | Jean Bessette               | 26 mai 1910 - 11 février 1911        |                          | |
|               | Jean Fieyre                 | 11 février 1911 - 19 mai 1912        | RG                       | Conseiller général de Brive-la-Gaillarde |
|               | Antoine Bos                 | 19 mai 1912 - 11 décembre 1919       |                          | |
|               | Jean Fieyre                 | 11 décembre 1919 - 12 décembre 1921  | RG                       | Conseiller général de Brive-la-Gaillarde |
|               | Joseph Escande              | 22 janvier 1922 - 17 mai 1925        | RG                       | Conseiller général de Brive-la-Gaillarde |
|               | Henri Chapelle              | 17 mai 1925 - 6 décembre 1940        | Radical-socialiste       | Conseiller général de Brive-la-Gaillarde |
|               | Louis Migniac               | 6 décembre 1940 - 16 août 1944       |                          | Avocat |
|               | Georges Michel              | 16 août - 5 septembre 1944           |                          | |
|               | Jean Labrunie               | 5 septembre 1944 - 3 juin 1946       | SFIO                     | Conseiller général de Brive-la-Gaillarde-Sud |
|               | Maurice Rouel               | 3 juin 1946 - 26 octobre 1947        | PCF                      | Employé à la SNCF Sénateur (1946-1948) |
|               | Henri Chapelle              | 26 octobre 1947 - 9 mai 1961         | Radical-socialiste       | Conseiller général de Brive-la-Gaillarde |
|               | Roger Courbatère            | 15 mai 1961 - 26 mars 1965           | RAD                      | Artisan-décorateur Conseiller général de Brive-la-Gaillarde-Nord Sénateur (1968-1971) |
|               | Jean Labrunie               | 26 mars 1965 - 26 juillet 1966       | SFIO                     | Conseiller général de Brive-la-Gaillarde-Sud |
|               | Henri Chapelle              | 26 juillet - 9 octobre 1966          | Radical-socialiste       | Conseiller général de Brive-la-Gaillarde |
|               | Jean Charbonnel             | 9 octobre 1966 - 26 juin 1995        | UNR/UDT - UDR puis ARGOS | Conseiller général de Brive-la-Gaillarde-Nord Conseiller général de Brive-la-Gaillarde-Centre Député (1962-1966, 1968-1972, 1973, 1986-1993) Ministre                                                                                               |
|               | Bernard Murat,              | 26 juin 1995 - 22 mars 2008          | RPR puis UMP             | Consultant Conseiller général de Brive-la-Gaillarde-Centre Député (1993-1997) Sénateur (1998-2008) |
| XXIe siècle   |                             |                                      |                          | |
|               | Philippe Nauche,            | 22 mars 2008 - 5 avril 2014          | PS                       | Médecin hospitalier Conseiller municipal (2014-2015) Président de la CA de Brive Président de la CA du Bassin de Brive, Conseiller général de Brive-la-Gaillarde-Nord-Ouest Conseiller régional de Nouvelle-Aquitaine Député (1997-2002, 2007-2017) |
|               | Frédéric Soulier,           | Depuis le 5 avril 2014,              | UMP puis LR              | Courtier d'assurances Conseiller municipal (2008-2014) Adjoint au maire (1995-2001) 1er adjoint au maire (2001-2008) Président de la CA du Bassin de Brive Conseiller général de Brive-la-Gaillarde-Centre Député (2002-2007)                       |